# Егерь (фильм, 2004)
«Егерь» — российский фильм-драма 2004 года с Игорем Лифановым и Андреем Федорцовым в главных ролях.
Снят Свердловской киностудией на основе одноимённой книги Владислава Романова, вышедшей в 2001 году.

## Сюжет
Главный герой фильма — егерь Василий Клинцов (Игорь Лифанов), молодой отставной капитан, проживающий в лесной сторожке. В соседний небольшой город по приглашению губернатора области (Виктор Степанов) должен приехать крупный немецкий инвестор Герхард (Александр Кичигин), для которого будет организована охота на кабана. Егерь должен подготовить данную охоту. Одновременно с этим из расположенной в данном районе колонии сбежал особо опасный зек, создавая опасность будущей охоте. Но охоту для немца отменять нельзя, потому что может сорваться крупный инвестиционный проект. Несмотря на риск, губернатор решает провести охоту. Тем временем зеку удаётся похитить немца, при этом заставив перевести деньги на определённый счёт, но Клинцову удаётся его обезвредить. Зеком оказался Лёнчик, лучший друг Василия, с которым они вместе учились в училище и воевали в Чечне.

## В ролях
| Актёр             | Роль                            |
| ----------------- | ------------------------------- |
| Игорь Лифанов     | Егерь Василий Архипович Клинцов |
| Андрей Федорцов   | Лёнчик                          |
| Анна Большова     | Аля                             |
| Виктор Степанов   | губернатор                      |
| Оксана Сташенко   | Боярышева                       |
| Анатолий Гущин    | Ложкин                          |
| Борис Горнштейн   | Малых                           |
| Александр Кичигин | Герхард Хейнц                   |
| Надежда Озерова   | Антонина                        |
| Юлия Бутакова     | Ложкина                         |
| Екатерина Вялая   | Вика                            |
| Максим Удинцев    | Дима                            |
| Валерий Величко   |                                 |
| Виктор Логинов    | любовник                        |

## Съёмочная группа
- Автор сценария: Романов, Владислав Иванович
- Режиссёр: Александр Цацуев
- Оператор: Олег Топоев
- Композитор: Андрей Батурин

## Саундтрек
В фильме были использованы две композиции группы «Сплин» из альбома «Новые Люди»:
- «Сломано Всё»
- «Время, Назад!»

По утверждениям автора и исполнителя песен, Александра Васильева, данные музыкальные композиции были отданы для использования в фильме без его ведома компанией «Sony Music», с которой у группы «Сплин» был заключён контракт.

## Фестивали и награды
- 2004 — Гран-при и Приз «За лучшую мужскую роль» (Андрей Федорцов) XII кинофестиваля «Виват кино России!».
- 2004 — «Лучший фильм» международного кинофестиваля «Бригантина».
- 2004 — Приз зрительских симпатий второго фестиваля «Дух огня», Ханты-Мансийск.
- 2004 — Приз за лучший режиссерский дебют (Александр Цацуев) на киновфестивале «Литература и кино».

Фильм «Егерь» стал вторым по рейтингам художественным фильмом среди показанных на Первом канале в сезоне 2004—2005 гг., получив рейтинг 19,5 % и долю зрительской аудитории 44 %. После этого на протяжении нескольких лет фильм демонстрировался в эфире в прайм-тайм.

## О фильме
Основная часть съёмок фильма проходила в парке Оленьи Ручьи близ города Нижние Серги.